# Rualena surana
Rualena surana là một loài nhện trong họ Agelenidae.
Loài này thuộc chi Rualena. Rualena surana được Ralph Vary Chamberlin & Wilton Ivie miêu tả năm 1942.